# Beiertheim-Bulach

Mapa de Beiertheim-Bulach na cidade de Karlsruhe

Beiertheim-Bulach é um distrito de Karlsruhe, localizado entre a Ebertstraße, o Hofgut Scheibenhardt, Oberreut e  Weiherfeld-Dammerstock.

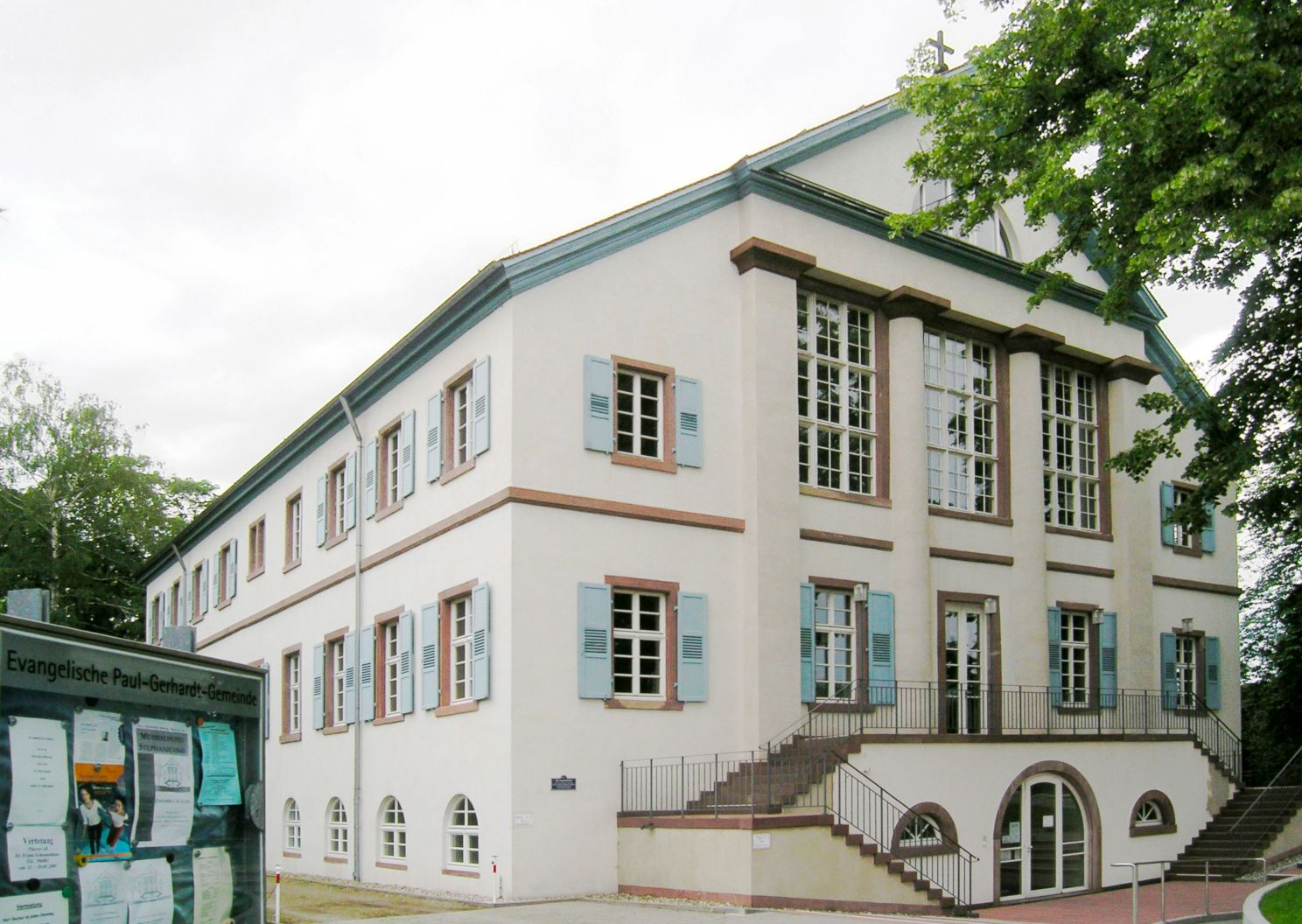
Stephanienbad
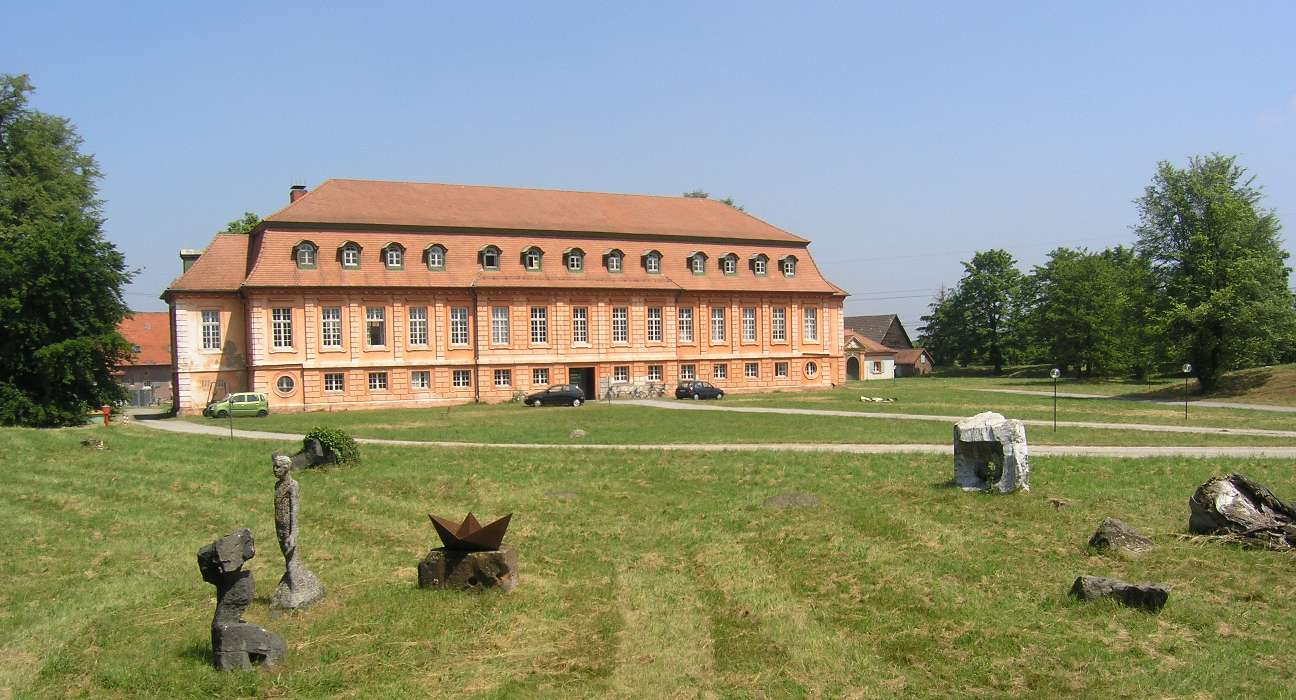
Schloss Scheibenhardt
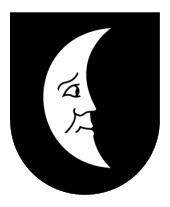
Wappen von Beiertheim
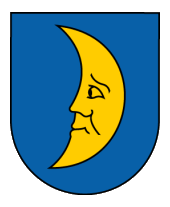
Wappen von Bulach